# Màlik-Xah III
Muin al-Din Malik Xah III ibn Mahmud ibn Muhammad ('Màlik-Xah III, + 1160) fou sultà seljúcida (1152-1153) fill de Mahmud II ibn Muhàmmad ibn Màlik-Xah. A la mort del seu oncle Masud ibn Muhàmmad sense hereus fou proclamat sultà per lamir Khass Beg Arslan i l'atabeg Ildegiz de l'Arran i tenia tanmateix el suport de quasi tots els amirs de l'Azerbaidjan.
Es va mostrar totalment incapaç i el califa abbàssida al-Muqtafí va poder recuperar bona part del seu antic poder i alliberar-se de la influència seljúcida. El 1153 els amirs el van deposar i el van substituir pel seu germà Muhammad II ibn Mahmud. Fou tancat en una presó però es va poder escapar i vers el 1056 va rebre del seu germà el govern de Fars. Va morir a Esfahan el 1060.